# Autobiroue
Autobiroue is een Frans historisch merk van scooters.
De Fransman Ligier bouwde rond 1957 enkele tientallen zeer bijzondere scooters, waarbij hij gebruikmaakte van Lambretta-onderdelen.
Zijn Autobiroue was echter uitzonderlijk laag gebouwd, zodanig dat rijder en passagier met hun benen naar voren gestrekt vrijwel op de vloer zaten. Er was een soort stroomlijnkuip gemonteerd met een klein ruitje en een grote ruimte achter de passagier waarin de motor zat. Hoewel er geadverteerd werd met de Autobiroue scooters - later ook in een "monoplace"-versie met slechts één zitplaats - kwam het niet tot serieproductie, maar toch zijn er enkele tientallen exemplaren gemaakt.